# Guingamp
Guingamp (în bretonă Gwengamp) este un oraș în nord-vestul Franței, subprefectură a departamentului Côtes-d'Armor din regiunea Bretania.